# Bessarion (cràter)
Bessarion és un cràter d'impacte de la Lluna situat a prop de la vora sud-oest de la Mare Imbrium. A certa distància cap a l'est es troba el cràter T. Mayer. És un impacte amb forma de bol, que presenta una moderada elevació central i una albedo més alta que la de la mar lunar circumdant, de manera que apareix com un element més brillant quan el Sol està per sobre.

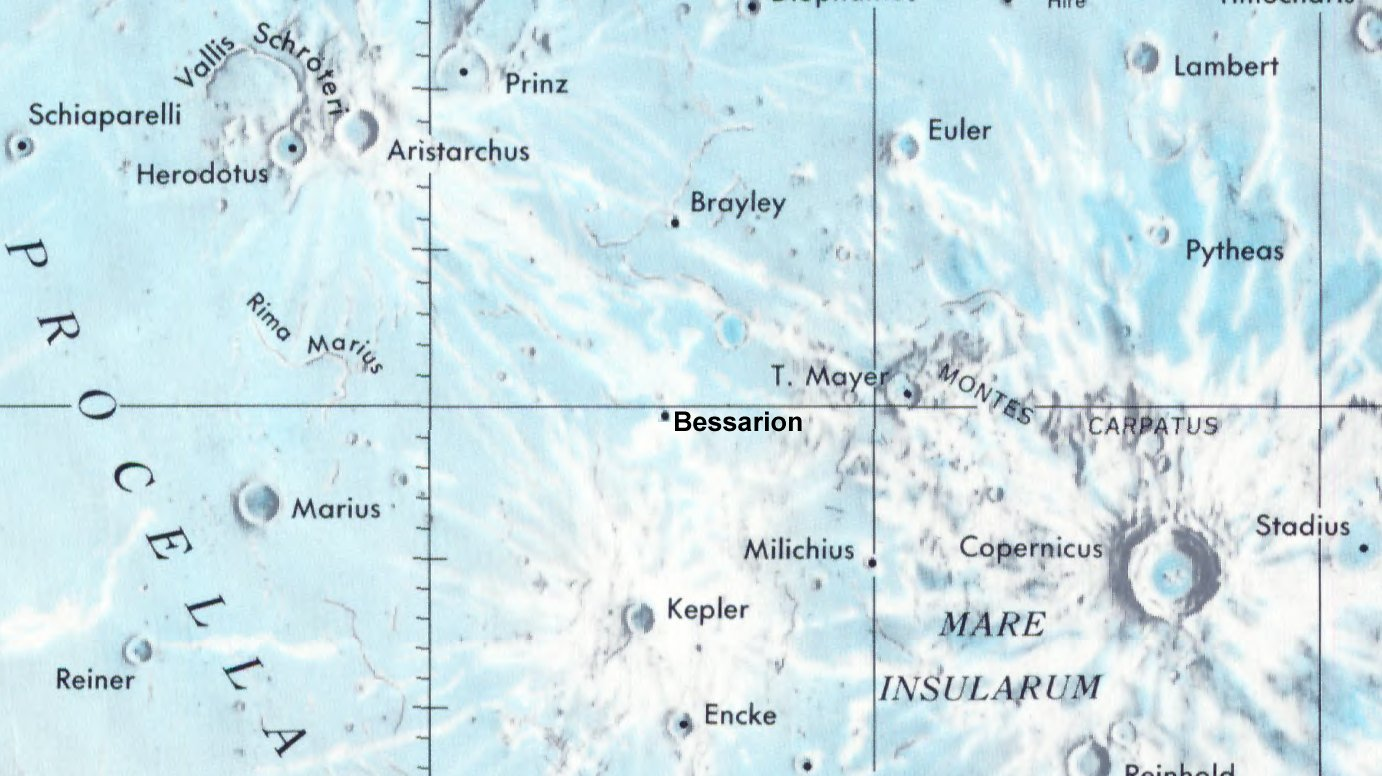
Localització de Bessarion (centre de la imatge)
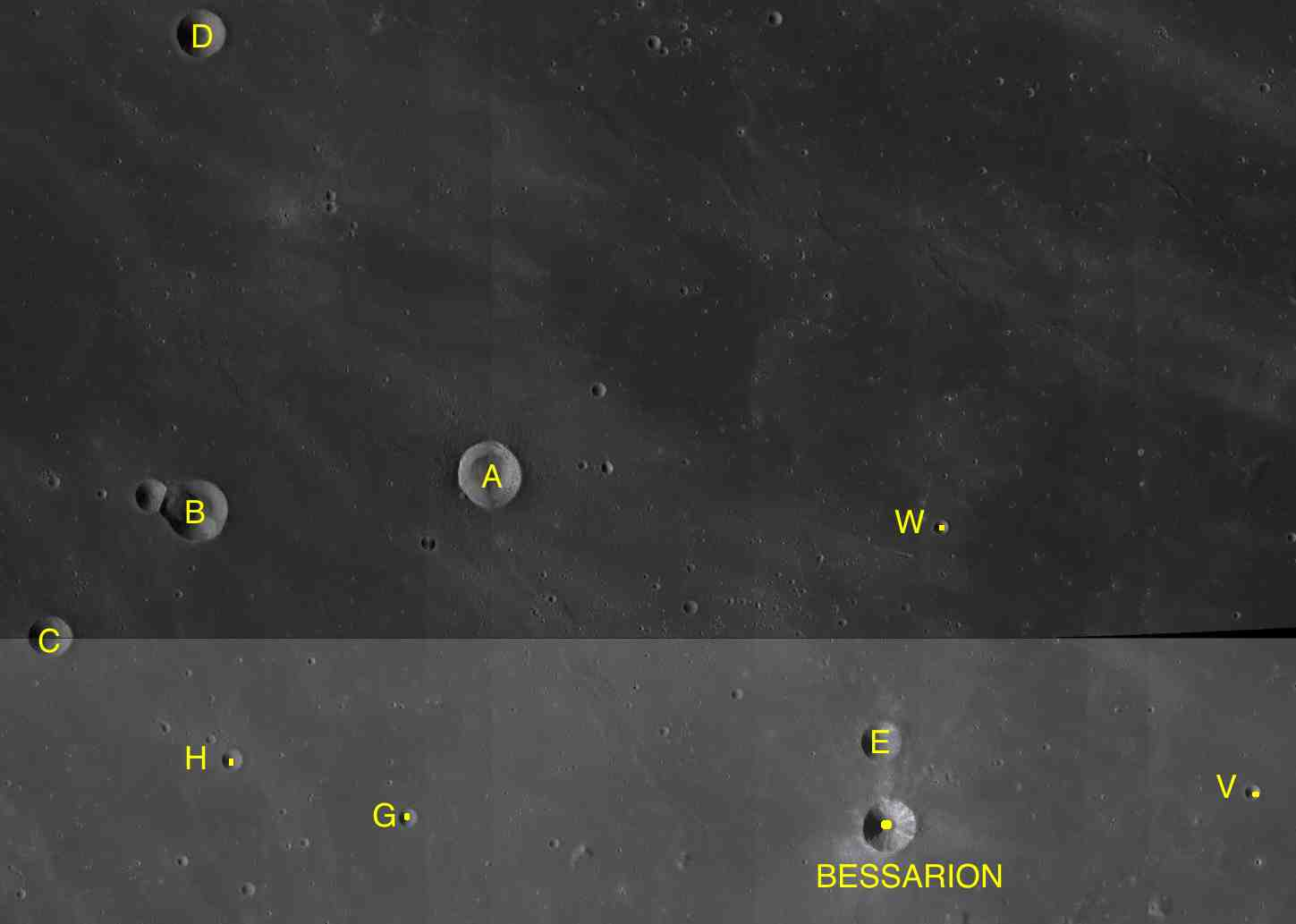
Cràters satèl·lit

Just al nord de Bessarion apareix un cràter més petit, Bessarion E, que també té una albedo relativament alta. Aquest cràter és de vegades anomenat Virgili, encara que aquest nom no és reconegut oficialment per la Unió Astronòmica Internacional.

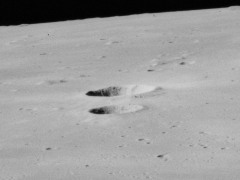
Vista obliqua de Bessarion, Bessarion B, Bessarion C, Bessarion E (missió Apollo 15)
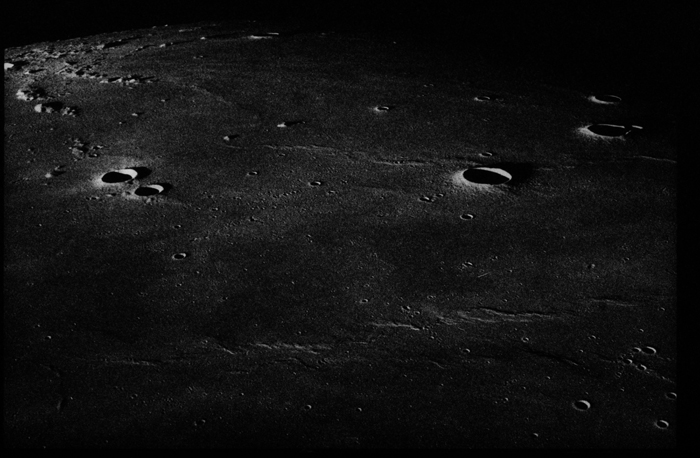
Vista obliqua de Bessarion (el cràter més gros) (missió Apollo 17)

## Cràters satèl·lit
Per convenció aquests elements són identificats en els mapes lunars posant la lletra en el costat del punt central del cràter que està més proper a Bessarion.
| Bessarion | Coordenades                          | Diàmetre |
| --------- | ------------------------------------ | -------- |
| A         | 17° 06′ N, 39° 48′ O / 17.1°N,39.8°O | 13 km    |
| B         | 16° 48′ N, 41° 42′ O / 16.8°N,41.7°O | 12 km    |
| C         | 16° 00′ N, 42° 36′ O / 16.0°N,42.6°O | 9 km     |
| D         | 19° 48′ N, 41° 42′ O / 19.8°N,41.7°O | 9 km     |
| E         | 15° 24′ N, 37° 18′ O / 15.4°N,37.3°O | 8 km     |
| G         | 14° 54′ N, 40° 18′ O / 14.9°N,40.3°O | 4 km     |
| H         | 15° 18′ N, 41° 24′ O / 15.3°N,41.4°O | 5 km     |
| V         | 15° 00′ N, 35° 00′ O / 15.0°N,35.0°O | 3 km     |
| W         | 16° 42′ N, 36° 54′ O / 16.7°N,36.9°O | 3 km     |